# الإسلام في جزر الأنتيل الهولندية
الإسلام هو دين أقلية في جزر الأنتيل الهولندية. يوجد حوالي 2500 مسلم فيها، منهم 1000 مسلم في الجزر الكاريبية بهولندا، أو 0.31% من السكان. معظم المسلمين مهاجرون من لبنان وسوريا وسورينام.

## التاريخ
بدأ المسلمون في الوصول إلى الجزر خلال الحقبة الاستعمارية كعمال، من الدول الأفريقية ثم من شبه القارة الهندية. ثم كانت هناك موجة من المسلمين القادمين من لبنان وسوريا والعراق وكذلك بعض السكان الأصليين الذين اعتنقوا الإسلام. في عام 1982 كان هناك حوالي 2000 مسلم.

## المراكز الإسلامية
تقع غالبية الجالية الإسلامية في كوراساو حيث يوجد المسجد الوحيد مسجد عمر بن الخطاب وإمامه الشيخ يعقوب محمد. هناك مراكز إسلامية أخرى منها:
- مركز بونير الإسلامي، بونير.
- مركز كوراساو الإسلامي، جزيرة كوراساو، ويلمستاد.
- مركز سينت مارتن الإسلامي، شارع بوما 26، فيليبسبورغ.
- رابطة الطلاب المسلمين، كلية الطب بجامعة سينت يوستاتيوس، أورانجيستاد، سانت أوستاتيوس
- مؤسسة سينت يوستاتيوس الإسلامية، أورانجيستاد، سينت أوستاتيوس.[3]